# Gare de Glons
La gare de Glons est une gare ferroviaire de la ligne 34, de Liège à Hasselt, située à Glons, section de la commune de Bassenge, en Région wallonne, dans la province de Liège.
Elle est mise en service en 1864 par la Compagnie du chemin de fer Liégeois-Limbourgeois. C'est une halte ferroviaire de la Société nationale des chemins de fer belges (SNCB) desservie, en semaine, par des trains du RER liégeois (S) et les week-ends par des trains InterCity (IC).

## Situation ferroviaire
Établie à 87 m d'altitude, la gare de Glons est située au point kilométrique (PK) 21,70 de la ligne 34, de Liège à Hasselt, entre les gares ouvertes de Liers et de Tongres.

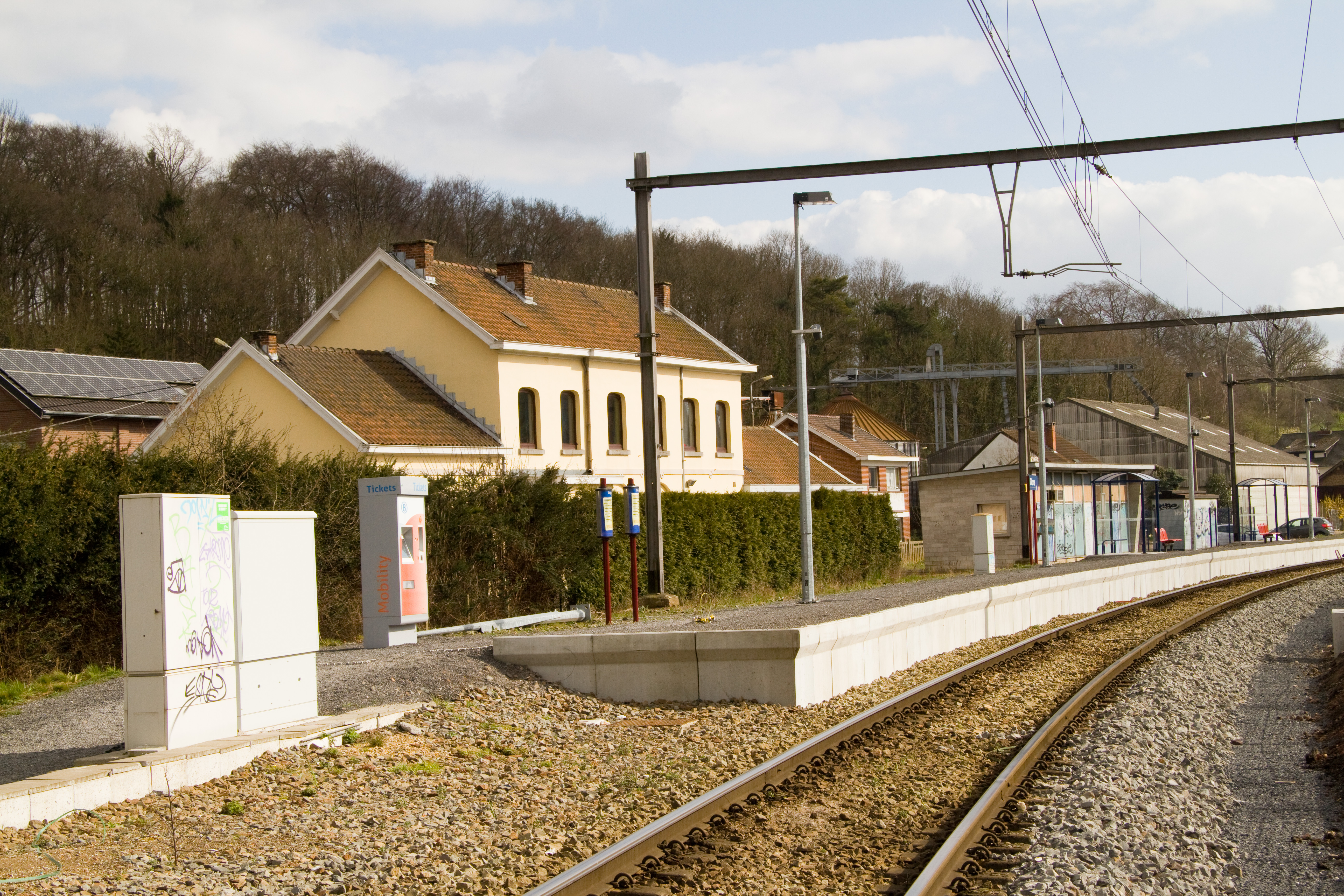
La gare et l'ancien bâtiment en 2015.

## Histoire
La station de Glons  est mise en service le 10 mars 1864 par la Compagnie du chemin de fer Liégeois-Limbourgeois lorsqu'elle met en service le tronçon de Tongeren à Glons de sa ligne qui rejoint la frontière entre la Belgique et les Pays-Bas près d'Eindhoven.
La ligne 24, de Tongres à la frontière allemande, construite pendant la Première Guerre mondiale, passe à proximité de la gare de Glons et enjambe la ligne 34 au moyen d'un pont en oblique. Les deux lignes étant parallèles entre Tongres et Glons, une courbe de raccord est posée en 1973. La section de Glons à Liers est électrifiée et mise à simple voie en 1982 tandis que celle vers Tongres, faisant double emploi, a été désaffectée. Le quai actuel de la station est situé sur le nouvel alignement en courbe, à l'écart du bâtiment d'origine. La fermeture totale de l'arrêt de Glons aux voyageurs est envisagée en 1982 mais la desserte est maintenue.

## Service des voyageurs

### Accueil
Halte SNCB, c'est un point d'arrêt non géré (PANG) à accès libre.

### Desserte
Glons est desservie par des trains Suburbains (S) et InterCity (IC) de la SNCB.
En semaine, la desserte comprend un train par heure de la ligne S41 du RER liégeois entre Hasselt et Verviers-Central via Liège-Guillemins.
Les week-ends et jours fériés, la desserte comprend un train IC-09, toutes les heures, entre Anvers-Central et Liège-Guillemins via Hasselt, Aarschot et Tongres.

### Intermodalité
Le stationnement des véhicules est possible à proximité.

## Comptage voyageurs
Le graphique et le tableau montrent le nombre de passagers qui en moyenne embarquent durant la semaine, le samedi et le dimanche.
| Nombre de voyageurs qui embarquent à la gare de Glons | Nombre de voyageurs qui embarquent à la gare de Glons | Nombre de voyageurs qui embarquent à la gare de Glons | Nombre de voyageurs qui embarquent à la gare de Glons |
|                                                       | Semaine                                               | Samedi                                                | Dimanche                                              |
| ----------------------------------------------------- | ----------------------------------------------------- | ----------------------------------------------------- | ----------------------------------------------------- |
| 1977                                                  | 71                                                    | 10                                                    | 10                                                    |
| 1978                                                  | 96                                                    | 12                                                    | 8                                                     |
| 1979                                                  | 87                                                    | 20                                                    | 11                                                    |
| 1980                                                  | 94                                                    | 15                                                    | 10                                                    |
| 1981                                                  | 104                                                   | 13                                                    | 9                                                     |
| 1982                                                  | 87                                                    | 13                                                    | 10                                                    |
| 1983                                                  | 80                                                    | 15                                                    | 9                                                     |
| 1984                                                  | 146                                                   | 37                                                    | 33                                                    |
| 1985                                                  | 165                                                   | 55                                                    | 29                                                    |
| 1986                                                  | 160                                                   | 39                                                    | 45                                                    |
| 1987                                                  | 167                                                   | 49                                                    | 33                                                    |
| 1988                                                  | 114                                                   | 55                                                    | 51                                                    |
| 1989                                                  | 130                                                   | 43                                                    | 32                                                    |
| 1990                                                  | 110                                                   | 61                                                    | 64                                                    |
| 1991                                                  | 74                                                    | 39                                                    | 35                                                    |
| 1992                                                  | 131                                                   | 52                                                    | 44                                                    |
| 1993                                                  | 123                                                   | 55                                                    | 39                                                    |
| 1994                                                  | 93                                                    | 38                                                    | 41                                                    |
| 1995                                                  | 106                                                   | 38                                                    | 29                                                    |
| 1996                                                  | 128                                                   | 53                                                    | 22                                                    |
| 1997                                                  | 133                                                   | 78                                                    | 35                                                    |
| 1998                                                  | 134                                                   | 78                                                    | 36                                                    |
| 1999                                                  | 141                                                   | 73                                                    | -                                                     |
| 2000                                                  | 198                                                   | 54                                                    | 48                                                    |
| 2001                                                  | 159                                                   | 33                                                    | 28                                                    |
| 2002                                                  | 142                                                   | 36                                                    | 22                                                    |
| 2003                                                  | 154                                                   | 32                                                    | 26                                                    |
| 2004                                                  | 144                                                   | 42                                                    | 32                                                    |
| 2005                                                  | 153                                                   | 52                                                    | 30                                                    |
| 2006                                                  | 135                                                   | 34                                                    | 46                                                    |
| 2007                                                  | 125                                                   | 46                                                    | 36                                                    |
| 2008                                                  | -                                                     | -                                                     | -                                                     |
| 2009                                                  | 103                                                   | 37                                                    | 27                                                    |
| 2010                                                  | -                                                     | -                                                     | -                                                     |
| 2011                                                  | -                                                     | -                                                     | -                                                     |
| 2012                                                  | 104                                                   | 37                                                    | 45                                                    |
| 2013                                                  | 116                                                   | 36                                                    | 38                                                    |
| 2014                                                  | 138                                                   | 42                                                    | 28                                                    |
| 2015                                                  | 128                                                   | 32                                                    | 28                                                    |
| 2016                                                  | 91                                                    | 38                                                    | 25                                                    |
| 2017                                                  | 122                                                   | 39                                                    | 77                                                    |
| 2018                                                  | 106                                                   | 18                                                    | 19                                                    |
| 2019                                                  | 113                                                   | 34                                                    | 29                                                    |
| 2020                                                  | 68                                                    | 13                                                    | 10                                                    |
| 2021                                                  | -                                                     | -                                                     | -                                                     |
| 2022                                                  | 100                                                   | 1                                                     | -                                                     |
| 2023                                                  | 174                                                   | 87                                                    | 71                                                    |
| 2024                                                  | 116                                                   | 48                                                    | 43                                                    |

## Patrimoine ferroviaire
Construit en 1864, le bâtiment des recettes dû à la Compagnie du chemin de fer Liégeois-Limbourgeois était identique à l'origine à ceux des gares de Liers, Herstal et Ans-Est, tous démolis depuis. Consistant en un volume de six travées sous toiture à deux croupes avec un discret avant-corps aux travées médianes, il a par la suite été complété par une aile basse de deux travées. Au XXe siècle, une aile servant d'entrepôt a été ajoutée et les croupes de la toiture sont remplacées par des murs-pignons. Depuis la fermeture des guichets, survenue avant 1981, il sert d'habitation.